# Братская могила 5-и комсомольцев-подпольщиков
Братская могила 5-и комсомольцев-подпольщиков — памятник Великой Отечественной войны в Центрально-Городском районе города Кривой Рог Днепропетровской области.

## История
Во время немецкой оккупации Кривого Рога в городе действовала подпольная комсомольская организация Решетняка. 17 сентября 1943 года 5 членов группы (Николай Решетняк, Анатолий Желтуха, Алексей Щербак, Николай Ходич, Груня Романова) были расстреляны оккупантами.
В 1946 году на могиле установлена скульптура «Воин с пилоткой и венком», производства Днепропетровских художественных мастерских.
В 1985 году установлен новый памятник — 5-фигурная скульптурная композиция авторства скульптора Александра Васякина, изготовленная в фасонно-литейном цехе металлургического комбината «Криворожсталь» бригадой формовщиков-литейщиков под руководством М. П. Репникова.

## Характеристика
Расположена по улице Мартына Шимановского на территории Гданцевского парка в Центрально-Городском районе города.
Братская могила размерами 2,3×1,2 м расположена у входа в Гданцевский парк. Надгробие в виде памятной плиты размерами 1,2×0,6 м на наклонной платформе из полированного лабрадорита. На памятной плите выгравирована 29-строчная надпись на русском языке.
Памятник представляет собой скульптурную 5-фигурную чугунную композицию высотой 2,74 м и шириной 1,98 м, расположенную по центру на общем разноуровневом постаменте длиной 2,53 м, шириной 2,52 м, высотой 0,64 м из прямоугольных гранитных блоков на участке длиной 5,7 м и шириной 5,6 м.
Скульптурная композиция группы по кругу. Пять фигур развёрнуты к зрителю. Доминантой композиции является фигура юноши в полный рост высотой 2,1 м, ориентированная лицом ко входу в парк. Справа от юноши — девичья фигура, развёрнутая вправо, слева — фигура сидящего умирающего юноши, левой рукой держащегося за грудь в области сердца. Замыкают композицию две фигуры юношей: один отклонился в сторону, другой склонён вперёд.